# Sainte-Cécile-du-Cayrou
Sainte-Cécile-du-Cayrou é uma comuna francesa na região administrativa de Occitânia, no departamento de Tarn. Estende-se por uma área de 7,95 km². Em 2010 a comuna tinha 113 habitantes (densidade: 14,2 hab./km²).